# 萧循
萧循（6世紀—556年8月27日），字世和，南蘭陵郡蘭陵縣（治今江苏省常州市武进区西北）人，南朝梁宗室，鄱阳忠烈王萧恢第十七子。

## 生平
蕭循初以王子例封宜豐縣開國侯，食邑五百戶，後為兼衛尉卿。蕭循因深得梁武帝賞識，自衛尉卿直接遷為輕車將軍、北徐州刺史，出鎮鐘離。中大同元年（546年），蕭循轉任信武將軍、梁秦二州刺史，鎮守漢中。蕭循在漢中任職的七年內，移風改俗，被百姓稱為「慈父」。
太清五年（551年）十月，侯景的军队逼近江陵，湘东王萧绎向西魏求援，命令萧循把漢中割让给西魏。萧循不愿意，派人向益州刺史、武陵王萧纪求援，萧纪派潼州刺史杨乾运去救援。天正元年（552年）四月，萧纪稱帝，以萧循为益州刺史，封隋郡王，杨乾运被西魏达奚武打败。五月，西魏达奚武派柳带韦游说萧循，于是萧循投降，西魏俘获男女人口二万人，从此剑北一带全部归入了西魏的版图。
太清六年（552年）十月，萧循被宇文泰放回，前往江陵。湘东王萧绎以其为平北將軍、開府儀同三司。承圣元年（552年）十一月，梁元帝萧绎稱帝，以萧循為湘州刺史，進號骠骑将军。十二月，前湘州刺史王琳的長史陸納分兵襲擊巴陵郡，被萧循擊敗。
承圣四年（555年）二月，承制的晉安王蕭方智返回建康城，進驃騎將軍萧循為太尉。同年，蕭循轉任郢州刺史。紹泰元年（555年）十月，梁敬帝蕭方智稱帝，進太尉萧循為太保，征召其入朝侍奉皇帝，但萧循僅接受了太保之职，借故推辞不入朝。紹泰二年（556年）正月，萧循袭封鄱陽王。同年八月七日（8月27日），萧循在江夏郡去世。萧循去世後，其弟丰城侯萧泰監郢州事。王琳乘機派兖州刺史吴藏攻打江夏，兵败身死。

## 品行
萧循好士，广集书籍，傅縡肆志寻阅，于是通群书。萧循所藏书籍，对士人慷慨开放。

## 家庭
- 第四子：蕭翹，隋朝肥鄉縣令[13]。
- 子：蕭造，唐朝太子太保[14]、梁安公[1]。